# 2005年澳門立法會選舉
澳門特別行政區第三屆立法會選舉於2005年9月25日舉行。屆時以直接選舉方式新一屆議會中的12位議員，以社團間選選出10名議員。其餘七名由行政長官在收到選舉總結算十五天內委任。全體議員於同年10月17日宣誓就職，並召開第一次全體會議。

## 概況

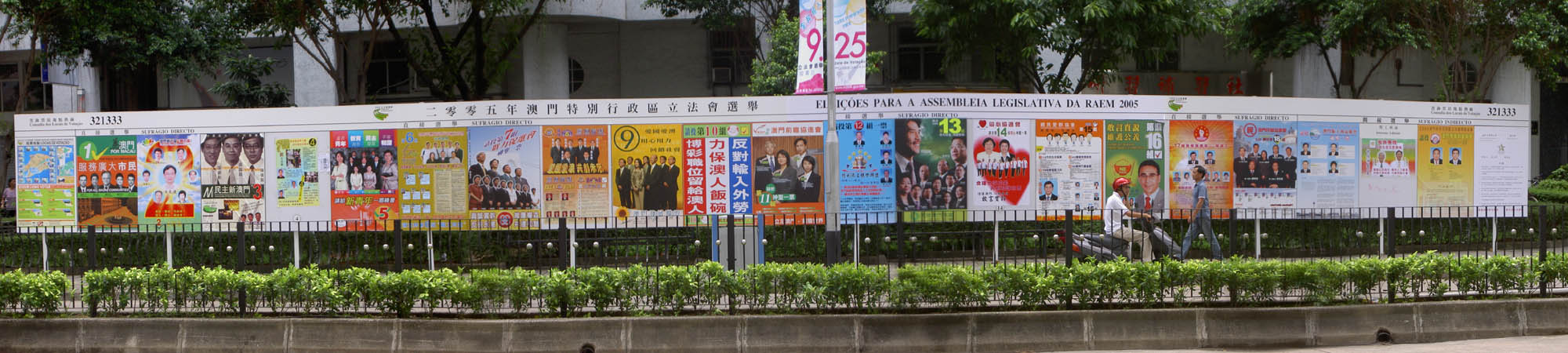
是次選舉的官方宣傳展版，該展版打破了官方選舉宣傳展版的長度紀錄。
（由左起第1張海報為票站分區示意圖，左起第2張至右起第5張為18個直選組別的宣傳，右起第4張至右起第2張是間選人介紹，右起第1張為投票注意事項）

### 選民資格
在直接選舉（簡稱「直選」）方面，根據《澳門特別行政區立法會選舉法》，年滿18週歲且為澳門特別行政區永久性居民的自然人如已作選民登記，則在直接選舉中具有投票資格（第四條所規定者除外），而凡具有投票資格且年滿21週歲的澳門特別行政區永久性居民，均具有被選資格（第六條所規定者除外）。
而間接選舉（簡稱「間選」）方面，選民必須是已取得法律人格至少三年、並已在身份證明局登記的代表有關社會利益的法人。如已按照《選民登記法》作登記，則在間接選舉中具有投票資格，惟由公共實體主動設立的法人或一半以上的財政收入是來自公共實體的法人除外。《澳門特別行政區立法會選舉法》第四條至第六條以及《澳門特別行政區立法會選舉制度》第四條的規定，都適用於間接選舉。

### 提名
參與直選的各個組別須有最少4名、最多12名候選人，且選民簽名支持最少要300名至最多500名。而參與間接選舉須有該界別最少四分之一社團提名。

### 選舉方式
不論是直選或間選，都採用「改良」漢狄法（比例代表制一種），即一組別取得票數除一予第一候選人，除二予第二候選人，除四（而不是一般漢狄法的除三）予第三候選人，以幾何級數除之分配予同組各候選人。此法首次應用在1992年選舉中。選舉以澳門特區為單一選區。

### 選舉宣傳
選舉宣傳期由9月10日起至9月23日止，9月24日為冷靜期。廉政公署在是次選舉亦請到香港藝人方中信作為代言人。

### 投票站
以1000人設一票站的標準（合資格參加直選選民有220,618人），今次直選共設221個票站，間選6個（有903個合資格社團，位於理工學院）。直選投票站位於以下地點：
| - 風順堂區 - 01 澳門慈幼中學 - 02 利瑪竇中學（小學部） - 03 利瑪竇中學（幼稚園） - 04 天主教海星中學分校 - 大堂區 - 05 澳門綜藝館 - 望德堂區 - 06 高美士中葡中學 - 07 塔石體育館（副場館） - 聖安多尼堂區 - 08 聖心中學 - 09 利瑪竇中學（中學部） - 10 培正中學 - 11 塔石體育館（正場館） - 12 理工學院體育館 | - 花地瑪堂區 - 13 鮑思高粵華小學 - 14 濠江中學（正校） - 15 望廈體育館 - 16 蔡高中學（分校） - 17 中葡職中 - 18 聖若瑟教區中學（第六校） - 19 鏡平學校（中學部） - 20 青洲小學 - 氹仔 - 21 澳門運動場室內館 - 路環 - 22 路環中葡小學 |

## 參選情況

### 直選參選組別
共有十八個直選組別向當局提交提名。原為民協進會因提名數不足而被取消資格。
十八個參與直選組別，按交表時間順序為：
| 1.職工同盟 2.澳門新力量 3.博彩職工總會聯盟 4.愛澳聯盟 5.澳門民主民生協進會 6.群力促進會 |  | 7.澳門新青年 8.澳門民聯協進會 9.澳門前瞻 10.民主新澳門 11.同心協進會 12.新希望 |  | 13.民主起動 14.繁榮澳門同盟 15.為澳門 16.民權協進會 17.澳門發展聯盟 18.親民愛群協會 |

經抽籤，各組在票上排序如下：
| 組別編號 | 組別名稱                   | 簡稱             | 候選人數 | 第一候選人 |
| -------- | -------------------------- | ---------------- | -------- | ---------- |
| 1        | 為澳門                     | 為澳門           | 5        | 麥健智     |
| 2        | 澳門新力量                 | 新力量           | 7        | 方文達     |
| 3        | 民主新澳門                 | 民主新澳門       | 6        | 吳國昌     |
| 4        | 民主起動                   | 民主起動         | 4        | 利建潤     |
| 5        | 澳門新青年                 | 新青年           | 8        | 余惠鶯     |
| 6        | 職工同盟                   | 工盟             | 8        | 李漫洲     |
| 7        | 群力促進會                 | 群力             | 12       | 梁慶庭     |
| 8        | 愛澳聯盟                   | 愛澳聯盟         | 6        | 馮志強     |
| 9        | 澳門發展聯盟               | 澳發             | 7        | 梁安琪     |
| 10       | 澳門民主民生協進會         | 民主民生         | 4        | 汪長南     |
| 11       | 澳門前瞻協進會             | 澳門前瞻         | 4        | 盧德華     |
| 12       | 澳門幸運博彩業職工總會聯盟 | 博彩職工總會聯盟 | 7        | 鄭康樂     |
| 13       | 繁榮澳門同盟               | 繁榮同盟         | 12       | 周錦輝     |
| 14       | 同心協進會                 | 同心             | 9        | 關翠杏     |
| 15       | 親民愛群協會               | 親民             | 6        | 潘志明     |
| 16       | 新希望                     | 新希望           | 5        | 高天賜     |
| 17       | 民權協進會                 | 民權協會         | 8        | 卓永生     |
| 18       | 澳門民聯協進會             | 民聯             | 7        | 陳明金     |

直選共有125人參選，為歷年參選人數最高紀錄。其中吳國昌（民主新澳門）、區錦新（民主新澳門）、周錦輝（繁榮同盟）、關翠杏（同心）、梁玉華（同心）、梁慶庭（群力）、容永恩（群力）、馮志強（愛澳聯盟，上屆循間選途徑連任，本次重回直選）、鄭康樂（博彩職工總會聯盟）爭取連任。

### 間選議席分配
共十席，當中四席分配予「僱主利益」，分別由曹其真、賀定一、鄭志強、高開賢取得；「勞工」，「專業」，「慈善、文化、教育及體育利益」（俗稱慈文教體）各得兩席，當中勞工界由劉焯華、李從正取得，專業界為歐安利、崔世昌，慈善、文化、教育、體育界別則由張立群、陳澤武擔任。
各組別從未出現多於一個提名委員會（組別），亦未出現過差額選舉，故候選人都篤定當選。此情況今屆再度出現，令人對現有選舉制度提出質疑。

## 選舉結果
投票站由早上9時到晚上8時開放。當日懸掛三號風球，間中有大驟雨，天氣欠佳。最終投票結果如下：

### 投票率
- 直接選舉  
  - 有投票選民 128830 (58.39%)；
  - 有效票 124845，空白票 660，廢票 3325

- 間接選舉  
  - 有投票權選民 9955人；
  - 具投票證明書選民 4365人；
  - 有投票選民 2704人 (61.95%)
  - 有效票 2577，空白票 71，廢票 56

### 各組得票
| 組別編號 | 組別名稱                   | 得票  | 佔有效票百分比 |
| -------- | -------------------------- | ----- | -------------- |
| 1        | 為澳門                     | 892   | 0.71           |
| 2        | 澳門新力量                 | 448   | 0.36           |
| 3        | 民主新澳門                 | 23489 | 18.81          |
| 4        | 民主起動                   | 655   | 0.52           |
| 5        | 澳門新青年                 | 3058  | 2.45           |
| 6        | 職工同盟                   | 457   | 0.37           |
| 7        | 群力促進會                 | 11989 | 9.60           |
| 8        | 愛澳聯盟                   | 8529  | 6.83           |
| 9        | 澳門發展聯盟               | 11642 | 9.32           |
| 10       | 澳門民主民生協進會         | 4358  | 3.49           |
| 11       | 澳門前瞻協進會             | 1974  | 1.58           |
| 12       | 澳門幸運博彩業職工總會聯盟 | 921   | 0.74           |
| 13       | 繁榮澳門同盟               | 6081  | 4.87           |
| 14       | 同心協進會                 | 16596 | 13.29          |
| 15       | 親民愛群協會               | 2943  | 2.36           |
| 16       | 新希望                     | 9974  | 7.99           |
| 17       | 民權協進會                 | 191   | 0.15           |
| 18       | 澳門民聯協進會             | 20701 | 16.57          |

### 直選當選名單
直選議席當選人如下，括號中數字為得票，文字為參選組別，字體加粗的人名為連任議員：
1. 吳國昌 (23489)、區錦新 (11744.5)（民主新澳門）
2. 陳明金 (20701)、吳在權  (10350.5)（民聯）
3. 關翠杏 (16596)、梁玉華 (8298)（同心）
4. 梁慶庭 (11989)、容永恩 (5994.5)（群力）
5. 梁安琪 (11642)（澳發）
6. 高天賜 (9974)（新希望）
7. 馮志強 (8529)（愛澳聯盟）
8. 周錦輝 (6081)（繁榮同盟）

而以政治屬性計算，自由開放陣營（民主派）得票26.04%，土生葡人得票8.70%，親中商人陣營有37.59%，傳統愛國陣營則有27.67%。

## 委任議員
澳門特別行政區行政長官何厚鏵於10月9日委任李沛霖、沈振耀、徐偉坤、崔世平、許輝年、楊道匡、劉本立為議員。其中徐偉坤及許輝年連任。

## 對選舉的批評與觀察
在1996年開始，隨著非傳統直系的商人參加選舉，賄選及對之的打擊成為歷屆選舉的主要議題，可是廉政公署在這方面顯得力不從心。選民登記制度成為賄選容易的某種原因——留置選民證是賄選的手法之一（另外登記時的住址未必與選民現行住址一樣，而且選民登記號碼與投票地點掛鉤，被指缺乏彈性。而投票站位置亦令人感到混淆）。除了現金交易作賄選外，其他類似活動（餐飲等）亦存在灰色地帶，但迄今尚未能規範。更有不少機構帶動屬下員工、教會教友（有候選人以基督教信仰為號召）或學生助選，甚至傳出有部分機構要求下屬將親朋的選民證交出等違法現象，相關部門正在查辦。其中有53人，包括一名候選人被送交檢察院。以下是已審理的其中四宗賄選案：
- 2006年11月8日，第一宗賄選案裁決，14名被告有12人罪名成立，當中2人即時入獄。[3]
- 12月15日，第二宗賄選案裁決，18名被告中14人被定罪。當中7名被告，分別判監九個月至兩年六個月不等。7人中，首被告等三人被中止政治權利四年。兩宗案件都與第十八組澳門民聯協進會有關。[4]
- 2007年1月5日，第三宗賄選案裁決，18名被告中有6人被定罪，一人被告被判監一年八個月，此案件與第九組澳門發展聯盟有關。[5]
- 2007年3月27日，第四宗賄選案裁決，此案件與第十八組澳門民聯協進會有關，其中首被告吳林為該組第三候選人。22名被告中首3名被告為犯罪主導人物，罪名成立，各判監四年。第四被告為從犯，被判刑一年九個月。首四名被告被終止政治權利五年。提交選民證的被告中有3人被判徒刑九個月，緩刑兩年，終止政治權利三年。[6]
- 6月12日，兩名被告中一人被判有罪，處九個月徒刑，緩刑兩年。本案與第十八組澳門民聯協進會有關。[7]
- 10月8日，涉及第八組愛澳聯盟的一賄選案開審。[8]

另外，博彩業開放引發新的權力鬥爭，各企業欲於立法會爭取自己的利益，因為下一屆將是博彩業開放的中期報告檢討，所以相關行業都想鞏固自己既有的利益。而傳統陣營及自由開放陣營的更新換代、以及博彩業力量的此消彼長，以致工聯雖然推出李從正參加間選，但以其為骨幹的「同心」以及另一傳統陣營「群力」，在告急的呼籲與原來讓予「新青年」選票回籠的情形下，只能僅僅守住直選各自的兩席。自由開放陣營「七劍下天山」，只有「民主新澳門」取得兩個議席，而且數目比支持者期望的少。而某些傳媒對部份參選組別的報導不公亦很常見，對於民主派人士更長期打壓，減小其曝光率。
而在投票當日，有候選人（民主民生的汪長南）及記者被襲擊，另有候選人（同心第三候選人王國英）車輛被擊碎車窗玻璃。其中記者被襲案正在審理中。
今次選舉形勢非常緊湊，排最後兩名當選者得票與高票落選者理論上相差僅約一百票之微。下表可作比較：
| 得票排名 | 候選人 | 候選人次序 | 組別名稱   | 得票    | 當選與否 |
| 11       | 周錦輝 | 1          | 繁榮同盟   | 6081    | 是       |
| 12       | 容永恩 | 2          | 群力       | 5994.5  | 是       |
| 13       | 陳偉智 | 3          | 民主新澳門 | 5872.25 | 否       |
| 14       | 蘇樹輝 | 2          | 澳發       | 5821    | 否       |
| 15       | 郭林   | 3          | 民聯       | 5175.25 | 否       |
| 16       | 梁榮仔 | 2          | 新希望     | 4987    | 否       |
| 17       | 汪長南 | 1          | 民主民生   | 4358    | 否       |

就上述問題，澳門廉政公署在2007年5月17日發表新聞稿，提出若干建議，包括取消選民證、盡量設立更多投票站、集中點票等。在未來，社團是澳門政治制度的核心角色假如保持不變，那就應該提高其參與政治活動的門檻，社團參與政治活動或不參與政治活動宜區分處理；社團特別是取得法人選民資格的社團可「生」可「滅」，杜絕為選舉而生的 「影子社團」、應選舉而活的「鹹魚社團」。又建議借鑑鄰近的香港、葡萄牙，以及臺灣三地的選舉法制部分經驗，包括立法界定「選舉聚會」、賄賂社團領導層、向社團提供利益或捐贈以換取社員選票俱屬違法，針對「脅選」加強保障相對弱勢的僱員。
而鑑於2009年將進行行政長官選舉、立法會選舉，以及是《基本法》容許政制改革的第一年。選舉結果影響到如何在不開放的政治環境下增加一已在政府高層的影響力，以及開放政制的速度。

### PDF文件
- 2005年澳門立法會選舉-直接選舉各投票區域的結果
- 2005年澳門立法會選舉-直接選舉按投票區域劃分的投票統計
- 2005年澳門立法會選舉-議席的分配
- 2005年澳門立法會選舉-當選之候選人

## 外部連結
- 澳門基本法
- 澳門特別行政區立法會（页面存档备份，存于）

| 上一屆： 2001年 | 澳門立法會選舉 2005年 | 下一屆： 2009年 |